# Tyska kejsarrikets flygtrupper

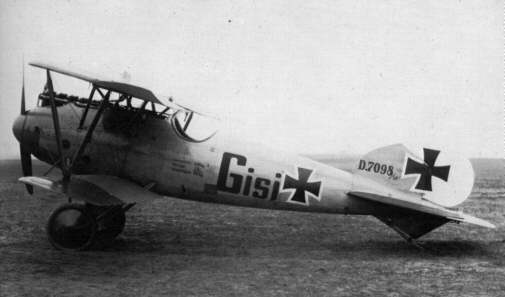
Albatros D III.

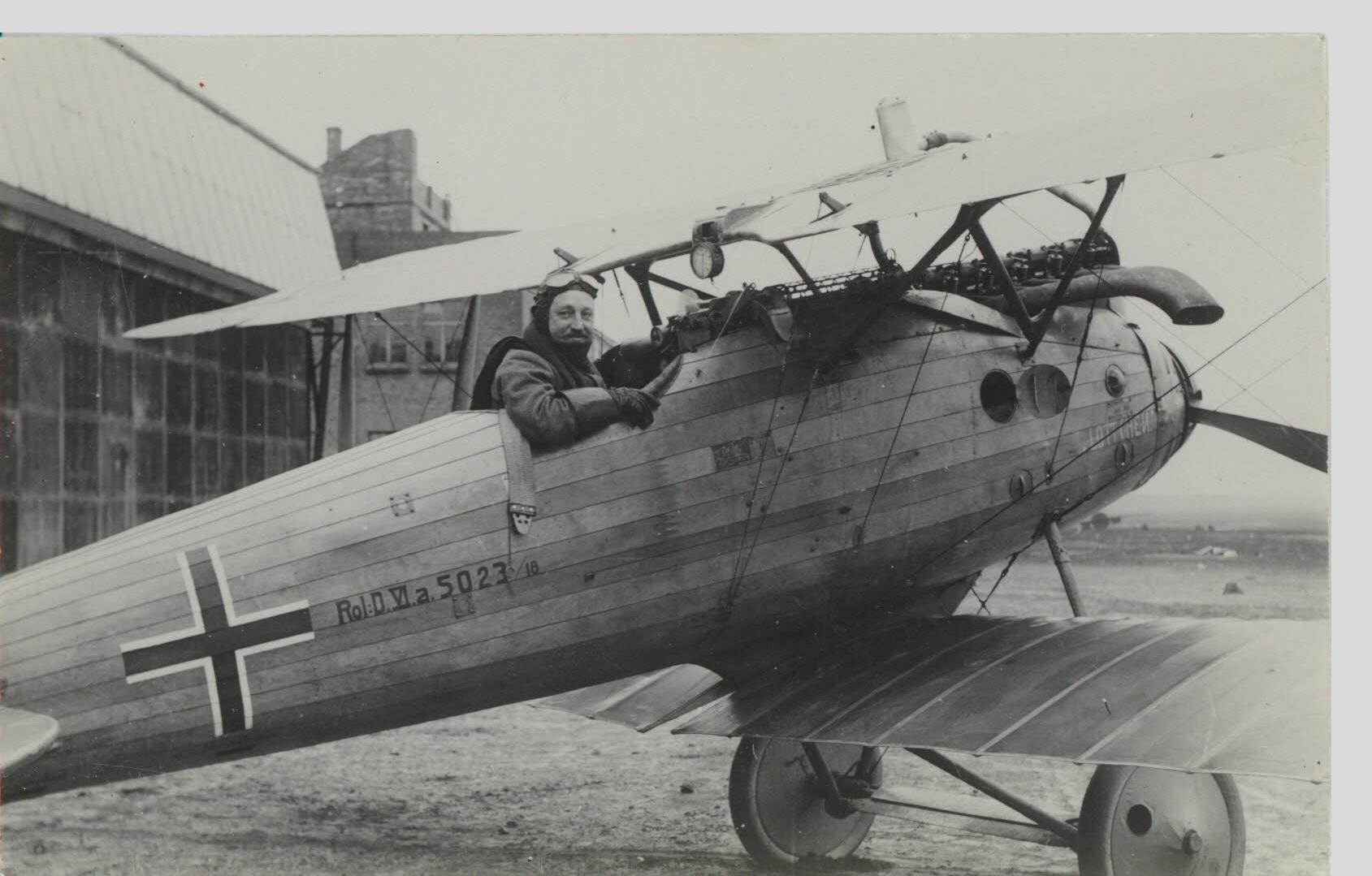
Provflygning av LFG Roland D.VI 1917.

Tyska kejsarrikets flygtrupper (tyska: Luftstreitkräfte, tyska: [ˈdɔʏtʃə ˈlʊftˌʃtʁaɪtkʁɛftə], "Luftstridskrafterna") var Kejsardömet Tysklands flygvapen under första världskriget. Det grundades ursprungligen som arméflyg till Preussens armé i olika uppdelningar mellan 1911 till 1913 och blev först en egen försvarsgren (flygvapen) den 8 oktober 1916.
Tyska kejsarrikets flygtrupper var en föregångare till Tysklands flygvapen, Luftwaffe, och upplöstes efter första världskriget, till följd av villkoren i Versaillesfreden.

## Bildande
År 1911 grundade tyska rikets armé "inspektionen för militära luft- och motorfarkostväsendena" (Inspektion des Militär-Luft- und Kraftfahrzeugwesens, kort ILuK), till vilken flygtrupperna och luftskeppstrupperna tilldelades.
År 1912 bildades den kungliga preussiska flygtruppen (Königlich-Preußische Fliegertruppe) med underordnade sachsiska och Württemberg-avdelningar inom den preussiska armén, samt Bayerns arméflyg och slutligen sjöpiloterna från den tyska kejserliga flottan 1913, bestående av sjöflyg- och sjöluftskeppsavdelningar.
Den 1 oktober 1913 grundades "inspektionen för flygtrupperna" (Inspektion der Fliegertruppen, kort IdFlieg) samt "inspektionen för luftskeppstrupperna" (Inspektion der Luftschiffertruppen, kort IdLuft), vilka var underställda "generalinspektören för militärtrafikväsendena" (Generalinspekteur des Militärverkehrswesens) och ILuK och som hade tillsyn över luftfarten och luftskeppsbataljonerna av den preussiska armén, inklusive de suveräna enheterna i Sachsen och Württemberg, med undantag för Bayerns luftenheter.
Perioden 1914 till 1916 utvecklas de tyska flygtrupperna något enormt i och med början av första världskriget, och den 8 oktober 1916 bestäms det att de landbaserade flygtrupperna ska omformas till en egen försvarsgren (från arméflyg till flygvapen) under namnet "luftstridskrafterna" (Luftstreitkräfte).

## Nyckelpersoner

### Piloter
- Ernst Udet
- Hermann Göring
- Hermann Köhl
- Manfred von Richthofen
- Max Immelmann
- Oswald Bölcke

### Officerare
- Ernst von Hoeppner
- Hermann von der Lieth-Thomsen